# Station Watlington (Norfolk)
Watlington (Norfolk) is een spoorwegstation van National Rail in Watlington, King's Lynn en West Norfolk in Engeland. Het station is eigendom van Network Rail en wordt beheerd door Govia Thameslink Railway. 